# 林七仙娘
林七仙娘，是廣東新會民間信仰的神明，仙娘姓林，其夫君姓李，所以又稱李林仙娘。林七仙娘又稱為林七，和新會七堡的民間神明有關。新會民間相傳林七仙娘能顯靈醫治疾病，在廣東新會有兩間廟宇奉祀林七仙娘；而在香港只有坪洲的悅龍聖苑和西環純陽仙洞供奉祂的神像，信眾以四邑新會人為主。